# هشام بن زيد الأنصاري
هشام بن زيد بن أنس بن مالك الأنصاري ، تابعي من صغار التابعين ومُحدّث، حفيد الصحابي أنس بن مالك، روى له الجماعة.

## روايته للحديث النبوي
- روى عن: جده أنس بن مالك.
- روى عنه: حماد بن سلمة، وشعبة بن الحجاج، وعبد الله بن عون، وعزرة بن ثابت.[1]
- الجرح والتعديل: وثّقه يحيى بن معين والذهبي، وابن حجر العسقلاني وابن حبان،[2] وقال أبو حاتم الرازي: «صالح الحديث»، روى له الجماعة.[1]